# Провулок Станіслава Лема
Прову́лок Станіслава Лема — провулок у Голосіївському районі міста Києва, місцевість Саперна слобідка. Пролягає від Феодосійського провулку до тупика.

## Історія
Провулок виник в 1-й чверті XX століття, мав назву (6-й) Безіменний провулок. Сучасна назва — з 1955 року. 
18 травня 2023 року депутатами Київської міської ради ухвалено проєкт перейменування провулку на честь польського письменника-фантаста Станіслава Лема.
До 2000-х років починався від Саперно-Слобідської вулиці, скорочений у зв'язку з будівництвом АЗС.